# Frank Weber (Moderator)
Frank Weber (* 20. Oktober 1967 in Heidelberg, Baden-Württemberg) ist ein deutscher Moderator und Tierschützer. Bekannt wurde er durch seine Auftritte in der auf VOX laufenden Sendung hundkatzemaus.

## Leben und Karriere
Weber wurde in Heidelberg geboren und wuchs in Neckarsteinach auf. Er machte sein Abitur am Wirtschaftsgymnasium in Backnang. Danach studierte er Deutsche Philologie und Politikwissenschaften in Mannheim. Parallel zum Studium arbeitete er als freier Mitarbeiter bei einem lokalen Radiosender, arbeitete bei lokalen Zeitungen und Zeitschriften (u. a. ein Praktikum bei der Bild). Nach Abschluss seines Studiums mit dem Magister und einem Volontariat folgte eine einjährige Ausbildung zum PR-Berater/Pressesprecher. Nachdem er einen Abschluss der Deutschen Public Relations Gesellschaft (DPRG) erlangte war er im PR-Büro des Gutes Aiderbichl im Land Salzburg tätig und behandelte und betreute dort auch die Tiere.
Weber ist Leiter des Franziskus Tierheims in Hamburg. Dessen Aufgabenbereich liegt in der Pflege und der Vermittlung von Hunden, Katzen und Kleintieren. Er ist Leiter des Landesverbandes Schleswig-Holstein und Zweiter Vorsitzender des Bundes gegen Missbrauch der Tiere (BMT).
Beim Tierformat hundkatzemaus auf VOX fungiert er als Tierschutzexperte und hilft überforderten Tierbesitzern mit ihren Tieren. Er schreibt Kolumnen in City Dog und Das Recht der Tiere. Er hat auch Gastauftritte bei anderen Fernsehsendern. So war er in einer Folge der Seifenoper Unter uns auf RTL zu sehen. Weber führt durch die wöchentliche Tiervermittlung bei Hamburg 1 live im Frühcafé. Mit dem Deutschen Roten Kreuz und der Tierärztekammer organisiert er die Initiative Tierarzt für die Obdachlosen.